# Département Capital (Catamarca)
Pour les articles homonymes, voir Département Capital.
Le département Capital est une des 16 subdivisions de la province de Catamarca, en Argentine. Son chef-lieu est la ville de San Fernando del Valle de Catamarca, qui est la seule ville du département.
Le département a une superficie de 684 km2. Sa population s'élevait à 141 260 habitants, selon le recensement de 2001, ce qui lui donnait une densité de 206,5 hab./km2. La population était estimée à 162 601 habitants en 2007.

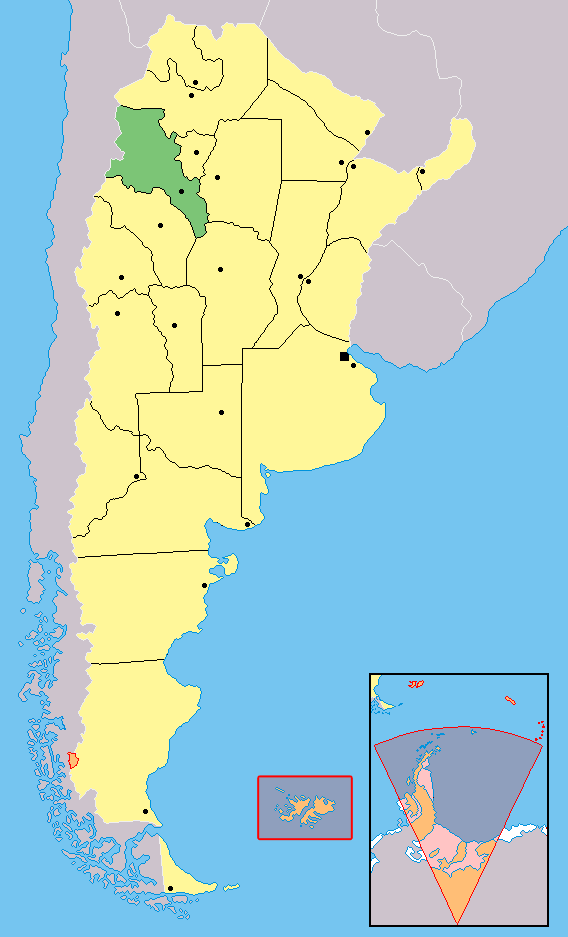
Localisation de la province de Catamarca en Argentine.